# Hiroshi Ogawa
Hiroshi Ogawa (小川 洋, Ogawa Hiroshi) est un homme politique japonais né le 17 mai 1949 à Fukuoka et mort le 2 novembre 2021.
Il est gouverneur de la préfecture de Fukuoka de 2011 à 2021.